# Messerschmitt Me 609
Messerschmitt Me 609 — німецький проєкт літака часів Другої світової війни, який мав спарені фюзеляжі від прототипа винищувача Me 309 для створення важкого винищувача.

## Розробка та виробництво
Проєкт був створений на запит Імперського міністерства авіації від 1941 року на новий Zerstörer (руйнівник) для заміни Bf 110 у короткий відрізок часу і з мінімальною кількістю нових частин. Мессершмітт представив Me 609, який за основу мав невдалий проєкт винищувача Me 309.
Me 609 мав вигляд з'єднаних разом фюзеляжів Me 309 з новою центральною крильовою секцією. Використовувалися лише два внутрішніх колеса об'єднаних Me 309 з основного шасі, вони прибиралися у центроплан. В результаті було створено незвичайне чотирьох колісне шасі. Пілот сидів у кокпіті лівого фюзеляжу, з порожнім правим фюзеляжем.
Планувалося створити дві версії: важкий винищувач з чотирма або шістьма 30 мм гарматами MK 108 і швидкісний бомбардувальник (легкий бомбардувальник) з двома 30 мм гарматами MK 108 та бомбовим навантаженням у 1000 кг, які підвішувалися під фюзеляжем.
На той час коли конструкція була виправлена, з'явився революційний турбореактивний Me 262, який відкинув потребу у подальшій розробці поршневого винищувача.

## Льотно-технічні характеристики (Me 609, розрахункові)
Основні характеристики
- Екіпаж: 1
- Довжина: 9,72 м
- Висота: 3,43 м
- Розмах крила: 15,75 м

- Маса порожнього: 5247 кг
- Маса спорядженого: 6534 кг
- Силова установка: 2 × інвертовані V-12 з рідинним охолодженням Daimler-Benz DB 603  1511 к.с. ( 1111 кВт)

Льотні характеристики
Озброєння
- Стрілецько-гарматне:

2×30 мм гармата MK 108
4×30 мм гармата MK 108
- Бомби:

1000 кг

### Цитування
1. ↑  Lepage 2009, p. 222.
2. ↑  Nowarra, Heinz J. (1993). Die Deutsche Luftrüstung 1933-1945, Band 3. Germany: Bernard & Graefe. с. 243—244.
3. ↑  Lepage 2009, p. 223.
4. ↑  Green 1960, p. 191.